# Fritz Starlinger
Fritz Theodor Starlinger (* 7. Jänner 1895 in Wien; † 9. Januar 1988 ebenda) war ein österreichischer Chirurg.

## Leben
Fritz Starlinger, Sohn des Psychiaters Josef Starlinger (1862–1943), widmete sich nach abgelegter Matura einem Studium der Medizin an der Universität Wien, das er 1921 mit dem Erwerb des akademischen Grades eines Dr. med. abschloss. Er trat dort im gleichen Jahr eine Assistenzarztstelle an der von Norbert Ortner geleiteten II. Medizinischen Universitätsklinik an, kurze Zeit später wechselte er zu Prof. Anton Eiselsberg, dessen Tochter Elisabeth (1904–1944) er 1926 heiratete, an die I. Chirurgische Universitätsklinik. 1925 übersiedelte er zu Prof. Egon Ranzi an die Universität Innsbruck, dort habilitierte er sich 1928 als Privatdozent für das Fach Chirurgie. 1929 kehrte Fritz Starlinger an die I. Chirurgische Universitätsklinik Wien zurück.
1936 wurde der zum titularen außerordentlichen Professor ernannte Starlinger mit der Leitung der Chirurgischen Abteilung am Kaiser-Franz-Joseph-Ambulatorium und Jubiläumsspital betraut. In dieser Funktion reorganisierte er die Abteilung, richtete ein Röntgenzimmer, ein Laboratorium und ein Archiv ein und führte erste Angiographien durch. Nachdem er zu Weihnachten 1939 an der Grippe erkrankt war, wurde er überraschend fristlos entlassen. Der kurze Zeit später rehabilitierte Starlinger, dessen Abteilung in der Zwischenzeit mit Fritz Demmer neu besetzt worden war, wurde zum Militärdienst einberufen und als Beratender Chirurg dem Militärbefehlshaber in Paris zugeteilt.
Seit 1944 war er verwitwet, da seine Gattin bei einem Luftangriff auf Wien ums Leben kam.
1946 wurde Starlinger die Leitung der Chirurgischen Abteilung am Wilhelminenspital übertragen, die er bis zu seiner Pensionierung 1961 innehatte. Fritz Starlinger, älterer Bruder von Wilhelm Starlinger, Onkel von Peter Starlinger, verstarb 1988 zwei Tage nach Vollendung seines 93. Lebensjahres in Wien.
Fritz Starlingers Forschungsgebiete umfassten das Magen-Duodenum, die Schmerzbetäubung, den Kälteschaden, den Kreislauf sowie die Extrahepatischen Gallenwege.

## Schriften
- Versuche zur Säureresistenz und Geschwürbereitschaft des infrapapillären Duodenums, sowie zum Ausbau der terminolateralen Gastroduodenostomie im Rahmen der ersten Methode Billroths, 1928
- Schmerzverhütung : 12 Vorlesungen, Springer, Wien, J. Springer, Berlin, 1931
- Notchirurgie bei lebensbedrohenden Funktionsstörungen, Urban & Schwarzenberg, Berlin, Wien, 1939
- Fehler und Gefahren der Feldchirurgie, Ausgabe 2, Urban & Schwarzenberg, Wien, 1943
- Mit Otto von Frisch: Die Erfrierung als örtlicher Kälteschaden und die allgemeine Auskühlung im Kriege, Steinkopff, Dresden Leipzig, 1944
- Von Heilkunst und Heilkunde, Urban & Schwarzenberg, Wien, 1949
- Die Relaparotomie, de Gruyter, Berlin, 1954